# 도라미짱 아라라♥소년 산적단!
아라라♥소년 산적단!은 일본의 국민만화인 도라에몽의 영화 중 하나로 도라에몽 노비타의 도라비안 나이트의 동시 상영작이다.

## 줄거리
노비타는 호기심으로 인해서 도라에몽에게  타임머신을 타고 과거로 가서 브라키오사우르스를 구경하자고 한다.그렇게 과거로 간 도라에몽과 친구들의 모험이 시작된다.

## 음악
- 오프닝: 안녕! 도라미 짱
노래:야마노 사토코

## 같이 보기
- (영어) 도라미짱 아라라♥소년 산적단! (애니메이션) - 애니메 뉴스 네트워크